# Xanthochelus
Xanthochélus — рід жуків родини Довгоносики (Curculionidae).

## Зовнішній вигляд
Жуки цього роду мають середній та досить великий розмір: 9.5-16.5  мм у довжину. Основні ознаки:
- головотрубка пряма, її довжина майже вдвічі більша, ніж ширина; із поздовжньою борозенкою, яка облямована кілями, що розходяться перед вершиною;
- 1-й  членик джгутика вусиків трохи довший за 2-й
- середина заднього краю передньоспинки кутоподбіно витягнута до щитка, зверху нерівна, при основі зерниста, із поздовжньою борозенкою посередині;
- надкрила при основі ширші за передньоспинку, їз стесаними плечима, від плечей вони поступово звужуються дозаду, перед вершиною мають бугорець; із поздовжніми крапковими борозенками, проміжок між 2-ю та 3-ю від шва борозенками із опуклим бугорцем, бугорцями вкриті також основа та частково надкрила;
- 2-й членик задніх лапок не видовжений, лапки знизу вкриті губчастими підошвами, кожна пара кігтиків зрослася біля своєї основи;
- членики черевця знизу із поперечними голими плямами.

## Спосіб життя
Не вивчений, ймовірно, він типовий для Cleonini. Личинки двох видів цього роду живляться на коренях дерева зизифуса (родина Жостерові).

## Географічне поширення
Ареал роду охоплює майже весь Південь Палеарктики — від Іспанії й Північної Африки до Китаю та Японії, а також частково Афротропіку та Індо-Малайську області (див. нижче).

## Класифікація
У роді Xanthochelus описано щонайменше 10 видів:
- Xanthochelus blumeae Marshall, 1938 — Афганістан, Пакистан, Індо-Малайська область
- Xanthochelus cincliventris  (Fåhraeus, 1842) — Іспанія, Північна Африка, Близький Схід, Іран,
- Xanthochelus ewersmanni (Fåhraeus, 1842) — Казахстан
- Xanthochelus longus Chevrolat, 1873 — Сирія, Туреччина
- Xanthochelus major  (Herbst, 1784) — Пакистан, Китай, Японія, Індо-Малайська область
- Xanthochelus nomas (Pallas, 1771) — Афганістан, Іран, Казахстан, Узбекистан, Західний Сибір, Північно-Західний Китай
- Xanthochelus perlatus (Fabricius, 1787) — Китай, Японія, Індо-Малайська область
- Xanthochelus permutatus Faust, 1904 — Китай, Японія, Індо-Малайська область
- Xanthochelus supercilious Gyllenhal — Індо-Малайська область
- Xanthochelus vulneratus (Boheman, 1834) — Алжир

## Практичне значення
Xanthochelus supercilious позначений у числі видів, що пошкоджують фруктове дерево зизифус в Індії.